# Lethe flanona
Lethe flanona är en fjärilsart som beskrevs av Hans Fruhstorfer 1911. Lethe flanona ingår i släktet Lethe och familjen praktfjärilar. Inga underarter finns listade i Catalogue of Life.